# 西本梨美
西本梨美（又譯為西本里美，日语：／ Nishimoto Rimi，1994年10月25日—）是日本女性声优，响公司所属。

## 经历
其曾表示在小学的时候通过动画《魔法咪路咪路》而知道声优这个职业，并且认为如果能够成为声优的话，就能够进入动画中，所以以成为声优作为自己的目标。
2015年4月18日，在BanG Dream!的第一次演唱会以Poppin'Party的角色牛込里美参与演出，2015年4月21日由事务所宣布和同社的尾崎由香正式出道。其本身有演奏钢琴，吉他，贝斯的基础，但缺乏正式演奏的音乐训练，所以还要参与课程进行系统性的学习。
2023年11月6日，所屬事務所響在X官方帳戶發表公開西本因身體不適檢查後被診斷患上瀰漫性毒性甲狀腺腫（葛瑞夫茲氏病），根據醫囑需要控制對身體造成過度負荷的運動。
2025年4月22日，所屬事務所響於透過其X官方帳戶，宣佈西本因仍受到慢性葛瑞夫茲氏病的影響，而將會退出於本月25日上演的的舞台劇《突擊莉莉・新章 ～サングリーズル編～》。
西本表示今後的活動也以將會「根據診斷的結果作出對應」。

## 人物
大学一年级时已经取得秘书技能资格认证，色彩鉴定，微软Office专家的Word、Excel资格。
擅长省钱、唱歌和模仿艾蒙的声音，喜欢睡觉和乐器，对恐怖的事物不太能应付，自认为十分严肃。喜欢的食物有鲜奶油，肉，枫糖浆，巧克力，特别是奇巧巧克力。

## 演出作品
※粗字是指主角或主要角色。

### 電視動畫
2016年
- 我们是幸运逻辑社（园咲运音）

2017年
- BanG Dream!（牛込里美[11]）
- 雛邏輯～來自幸運邏輯～（阿莫兒）

2018年
- BanG Dream! Girls Band Party!☆PICO（牛込里美[11]）

2019年
- BanG Dream! 2nd Season（牛込里美[12]）
- 百慕達三角～多彩田園曲～（亞涅修卡）

2020年
- BanG Dream! 3rd Season（牛込里美）
- Rebirth（若宮千春、Animate店員）
- BanG Dream! Girls Band Party!☆PICO～大份～（牛込里美）
- 突擊莉莉 BOUQUET（二川二水[13]）

2021年
- D_CIDE TRAUMEREI THE ANIMATION（前島友美）
- BanG Dream! Girls Band Party!☆PICO Fever!（牛込里美）
- 進化果實～不知不覺踏上勝利的人生～（露璐奈[14]）

2022年
- BanG Dream! 少女樂團派對！5週年紀念動畫 -CiRCLE THANKS PARTY!-（牛込里美）

2023年
- 真·進化果實～不知不覺踏上勝利的人生～（露璐奈[15]）

### 遊戲
时间不明
- Assault Lily Last Bullet（二川二水[16]）

2017年
- BanG Dream! 少女乐队派对！（牛込里美[17]）

### 廣播節目
- BanG Dream! RADIO!!!!!（2015年 - 2016年，HiBiKi Radio Station（日语：HiBiKi Radio Station），大阪放送）
- （2016年 - ，HiBiKi Radio Station，大阪放送）

## 音乐作品
- Poppin'Party相關音樂作品詳見Poppin'Party作品列表。

| 发售日  | 商品名           | 演唱         | 乐曲                        | 备注                          |
| 2016年  | 2016年           | 2016年       | 2016年                      | 2016年                        |
| ------- | ---------------- | ------------ | --------------------------- | ----------------------------- |
| 2月24日 | Yes! BanG_Dream! | Poppin'Party | 「Yes! BanG Dream!」 「」   | 《BanG Dream!》相关           |
| 8月3日  |                  | Poppin'Party | 「」 「」                   | 《BanG Dream!》相关           |
| 12月7日 |                  | Poppin'Party | 「」 「」                   | 《BanG Dream!》相关           |
| 2017年  |                  |              |                             |                               |
| 2月5日  |                  | Poppin'Party | 「」 「」                   | 《BanG Dream!》动画主题曲专辑 |
| 2月15日 |                  | Poppin'Party | 「」 「Happy Happy Party!」 | 《BanG Dream!》动画结尾曲专辑 |